# Exilisciurus
Exilisciurus — рід гризунів родини Sciuridae з лісів Південно-Східної Азії. Всі види населяють густі тропічні ліси. Ці крихітні вивірки переважно від оливково-коричневого до сіро-коричневого, хоча E. whiteheadi має помітні пучки вух. Вони активні, харчуються як рослинним матеріалом, так і комахами.

## Морфологічні особливості
Довжина їх тіла становить від 7 до 10 см, плюс хвіст від 5 до 8 см. Вага від 15 до 35 г. Забарвлення хутра рудувато-буре, зверху коричневе або сіре. Знизу тварини трохи світліші.